# حصار القدس (1244)
حصار القدس في 1244  وقع هذا الحصار بعد الحملة الصليبية السادسة، عندما غزا الخوارزميون المدينة يوم 15 يوليو 1244 مع الأيوبيون بقيادة السلطان الصالح أيوب.

## تسلسل الأحداث
قاد فريدريك الثاني إمبراطور الإمبراطورية الرومانية المقدسة الحملة الصليبية السادسة إلى الأرض المقدسة في 1228 وادعى ملكه للقدس لحق زوجته يولاندا التي ورثت لقب ملكة القدس.
وبسبب حجم الجيش وسمعته في العالم الإسلامي استعاد الصليبين القدس وبيت لحم والناصرة من المسلمين مع عدد من الحصون المجاورة بدون قتال. وذلك تم بمعاهدة مع السلطان الأيوبي الكامل محمد بن العادل، ولم تبق القدس طويلا في أيدي المسيحيين لأنها لم تكن محاطة بمناطق مسيحية.
دعا الأيوبيين عشائر الخوارزميون الشاردة بعد أن دمرت مملكتهم على يد المغول، ليستطيع بهم دخول مدينة القدس. وتم الحصار وفتح المدينة يوم 15 يوليو 1244 .